# 호쿠세이 가쿠엔 대학
호쿠세이 가쿠엔 대학(일본어: 北星学園大学, Hokusei Gakuen University)은 일본의 사립대학이다. 대학 본부는 홋카이도 삿포로시 아쓰베쓰구(厚別區) 오오야치 니시2-3-1에 위치한다.

## 연혁
호쿠세이 가쿠엔 대학은 1887년에 미국 여성선교사였던 사라 클라라 스미스가 “스미스 여학교”를 개설한 이래 홋카이도의 여성 교육에 착수했던 것에서 비롯되었다.
- 1951년 호쿠세이 가쿠엔 여자단기대학 개학.
- 1962년 호쿠세이 가쿠엔 대학 개학. 문학부 개설. 영문학과. 사회복지학과.
- 1965년 경제학부 개설. 경제학과. 미국 루이스＆클라크 대학과 자매교 제휴.
- 1980년 전공과 개설. 문학전공과 영문학전공. 문학전공과 사회복지학전공. 경제학전공과 경제학전공.
- 1981년 대학기준협회유지회원 등록(문학부).
- 1987년 경제학부에 경영정보학과 증설.
- 1988년 미국 부에나비스타대학과 국제교류 협정체결. 미국 B.C.A.가맹대학과 국제교류 협정체결. 중국 따이렌외국어학원과 국제교류 협정체결.
- 1991년 대학기준협회유지회원 등록(경제학부).
- 1992년 대학원 문학연구과 개설. 사회복지학전공(석사과정).
- 1996년 사회복지학부 개설. 복지계획학과. 복지임상학과. 복지심리학과. 대학기준협회유지회원 등록(사회복지학부).
- 1999년 영국 리버풀 존・모즈대학과 국제교류 협정.
- 2000년 대학원 사회복지학연구과 개설. 사회복지학전공(석사과정). 심리학전공(석사과정). 사회복지학전공(박사[후기]과정).
- 2001년 대학원 문학연구과 언어문화커뮤니케이션전공(석사과정) 증설. 대학원 경제학연구과 개설. 경제학전공(석사과정). 대학기준협회의 상호평가를 받음. 캐나다 센트・토마스대학, 한국 가톨릭대학교와 국제교류 협정체결.
- 2002년 문학부 심리・응용커뮤니케이션학과 증설. 경제학부 경제법학과 증설. 호쿠세이 가쿠엔 여자단기대학을 호쿠세이 가쿠엔 대학 단기대학부로 명칭 변경. 단기대학 생활교양학과를 생활창조학과로 명칭 변경.
- 2004년 대만 동해대학과 국제교류 협정체결.

## 조직

### 학부
- 문학부
  - 영문학과
  - 심리・응용커뮤니케이션학과

- 경제학부
  - 경제학과
  - 경영정보학과
  - 경제법학과

- 사회복지학부
  - 복지계획학과
  - 복지임상학과
  - 복지심리학과

### 대학원
- 언어문화 커뮤니케이션 전공
- 경제학 전공
- 사회복지학 전공